# Progreso en la inteligencia artificial

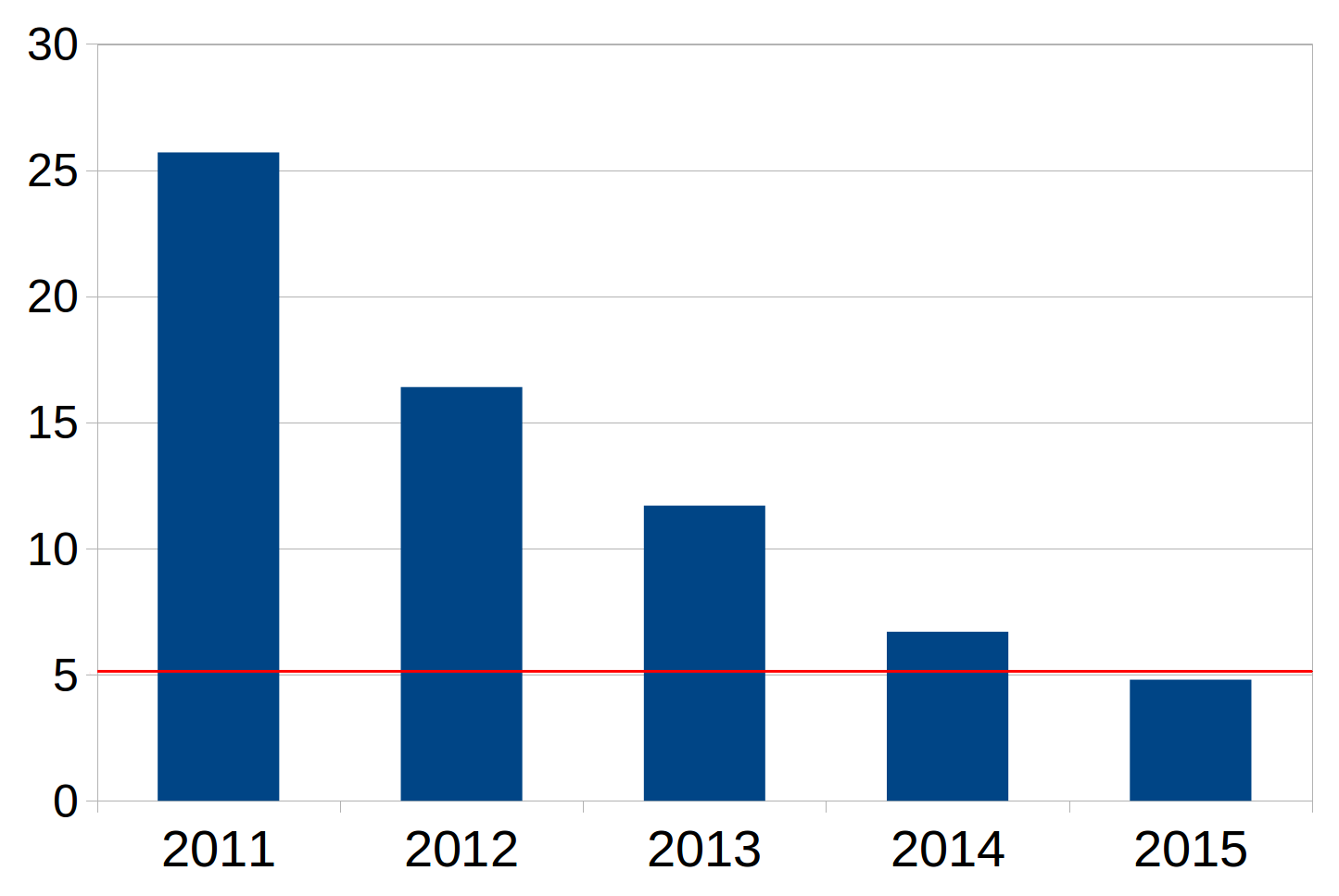
Progreso en la clasificación de imágenes por máquinas
----
Tasa de error de la IA por año. Línea roja: tasa de error de un humano entrenado en una tarea en particular.

Progreso en Inteligencia Artificial (IA) se refiere a los avances, hitos y descubrimientos que se han logrado en el campo de la inteligencia artificial a lo largo del tiempo. La IA es una rama multidisciplinaria de la ciencia de la computación que tiene como objetivo crear máquinas y sistemas capaces de realizar tareas que normalmente requieren inteligencia humana. Las aplicaciones de la inteligencia artificial se han utilizado en una amplia gama de campos, incluyendo el diagnóstico médico, el comercio de acciones, el control de robots, la ley, el descubrimiento científico, los videojuegos y los juguetes. Sin embargo, muchas aplicaciones de IA no son percibidas como tal: "Mucha IA de vanguardia se ha filtrado en aplicaciones generales, a menudo sin ser llamada IA, porque una vez que algo se vuelve lo suficientemente útil y común, ya no se etiqueta como IA". "Muchas miles de aplicaciones de IA están profundamente integradas en la infraestructura de cada industria". A finales de la década de 1990 y principios del siglo XXI, la tecnología de IA se utilizó ampliamente como elementos de sistemas más grandes, pero en ese momento, rara vez se le atribuyó al campo estos éxitos.
Kaplan y Haenlein estructuran la inteligencia artificial en tres etapas evolutivas: 1) inteligencia artificial estrecha: aplicar IA solo a tareas específicas; 2) inteligencia artificial general: aplicar IA a varias áreas y ser capaz de resolver problemas de forma autónoma para los que ni siquiera fueron diseñadas; y 3) superinteligencia artificial: aplicar IA a cualquier área capaz de creatividad científica, habilidades sociales y sabiduría general.
Para permitir la comparación con el rendimiento humano, la inteligencia artificial se puede evaluar en problemas restringidos y bien definidos. Estas pruebas se han denominado pruebas de Turing de expertos en la materia. Además, los problemas más pequeños proporcionan metas más alcanzables y hay un número cada vez mayor de resultados positivos.

## Rendimiento actual
| Juego                                     | Año del campeón | Estados legales (log10) | Complejidad del árbol de juego (log10) | Juego de información perfecta? | Ref    |
| ----------------------------------------- | --------------- | ----------------------- | -------------------------------------- | ------------------------------ | ------ |
| Damas                                     | 1994            | 21                      | 31                                     | Perfecto                       | [ 7 ]  |
| Othello                                   | 1997            | 28                      | 58                                     | Perfecto                       | [ 8 ]  |
| Ajedrez                                   | 1997            | 46                      | 123                                    | Perfecto                       |        |
| Scrabble                                  | 2006            |                         |                                        |                                | [ 9 ]  |
| Shogi                                     | 2017            | 71                      | 226                                    | Perfecto                       | [ 10 ] |
| Go                                        | 2016            | 172                     | 360                                    | Perfecto                       |        |
| Póquer de cara a cara sin límite hold 'em | 2017            |                         |                                        | Imperfecto                     | [ 11 ] |
| StarCraft                                 | -               | 270+                    |                                        | Imperfecto                     | [ 12 ] |
| StarCraft II                              | 2019            |                         |                                        | Imperfecto                     | [ 13 ] |

Existen muchas habilidades útiles que pueden describirse como formas de inteligencia. Esto ofrece una mejor comprensión del éxito comparativo de la inteligencia artificial en diferentes áreas.
La IA, al igual que la electricidad o la máquina de vapor, es una tecnología de propósito general. No hay consenso sobre cómo caracterizar las tareas en las que la IA tiende a destacar. Algunas versiones de la Paradoja de Moravec observan que los humanos tienen más probabilidades de superar a las máquinas en áreas como la destreza física que han sido el objetivo directo de la selección natural. Si bien proyectos como AlphaZero han tenido éxito en generar su propio conocimiento desde cero, muchos otros proyectos de aprendizaje automático requieren grandes conjuntos de datos de entrenamiento. El investigador Andrew Ng ha sugerido, como una "regla general muy imperfecta", que "casi todo lo que un humano típico puede hacer en menos de un segundo de pensamiento mental, probablemente ahora o en un futuro cercano podemos automatizarlo usando IA".
Sin embargo, a pesar de los avances en la IA, todavía hay muchas áreas en las que los humanos superan a las máquinas. Estas áreas incluyen el sentido común, la creatividad, la empatía, la adaptabilidad y la comprensión contextual. La capacidad de comprender y responder adecuadamente a situaciones complejas y cambiantes es una habilidad en la que los humanos han demostrado ser superiores.
Es importante destacar que el objetivo de la IA no es necesariamente superar a los humanos en todas las tareas, sino mejorar la eficiencia y la capacidad en áreas específicas para complementar y potenciar las habilidades humanas.
Los juegos proporcionan un referente destacado para evaluar las tasas de progreso; muchos juegos tienen una gran base de jugadores profesionales y un sistema de clasificación competitivo bien establecido. AlphaGo puso fin a la era de los referentes clásicos de juegos de mesa cuando la Inteligencia Artificial demostró su ventaja competitiva sobre los humanos en 2016. El programa de inteligencia artificial AlphaGo de Deep Mind derrotó al mejor jugador profesional de Go del mundo, Lee Sedol. Los juegos de imperfect knowledge presentan nuevos desafíos para la IA en el área de la teoría de juegos; el hito más destacado en esta área fue alcanzado por la victoria de la IA de Libratus en el póquer en 2017. Los Deportes electrónicos continúan proporcionando puntos de referencia adicionales; Facebook AI, Deepmind, y otros han participado en la popular franquicia de videojuegos StarCraft.
Las amplias categorías de resultados para una prueba de IA pueden ser las siguientes:
- óptimo: no es posible hacerlo mejor (nota: algunos de estos logros fueron alcanzados por humanos)
- superhumano: tiene un desempeño mejor que todos los humanos
- altamente humano: tiene un desempeño mejor que la mayoría de los humanos
- parcialmente humano: tiene un desempeño similar a la mayoría de los humanos
- subhumano: tiene un desempeño inferior a la mayoría de los humanos

### Óptimo
- Tres en raya
- Conecta 4: 1988
- Damas (también conocido como damas internacionales de 8x8): Resuelto débilmente (2007)[24]
- Cubo de Rubik: Mayormente resuelto (2010)[25]
- Póquer de límite heads-up: Óptimo estadísticamente en el sentido de que "una vida humana de juego no es suficiente para establecer con significancia estadística que la estrategia no es una solución exacta" (2015)[26]

### Super-humano
- Othello (también conocido como reversi): c. 1997[8]
- Scrabble:[27][28] 2006[9]
- Backgammon: c. 1995–2002[29][30]
- Ajedrez: Supercomputadora (c. 1997); Computadora personal (c. 2006);[31] Teléfono móvil (c. 2009);[32] Computadora derrota a humano + computadora (c. 2017)[33]
- Jeopardy!: Respuesta a preguntas, aunque la máquina no utilizó reconocimiento de voz (2011)[34][35]
- Arimaa: 2015[36][37]
- Shogi: c. 2017[10]
- Go: 2017[38]
- Póquer heads-up sin límite: 2017[11]
- Póquer sin límite de seis jugadores: 2019[39]
- Gran Turismo Sport: 2022[40]

### Alto-humano
- Crucigramas: c. 2012[41][42]
- Freeciv: 2016[43]
- Dota 2: 2018[44]
- Bridge: Según una revisión de 2009, "los mejores programas están alcanzando el nivel de experto como jugadores de (bridge) cartas", excluyendo la subasta.[45]
- StarCraft II: 2019[46]
- Mahjong: 2019[47]
- Stratego: 2022[48]
- Diplomacia sin comunicación Diplomacy: 2022[49]
- Hanabi: 2022[50]
- Procesamiento del lenguaje natural[cita requerida]

### Parcialmente humano
- Reconocimiento óptico de caracteres para ISO 1073-1:1976 y caracteres especiales similares.[cita requerida]
- Clasificación de imágenes[51]
- Reconocimiento de escritura a mano[52]
- Reconocimiento facial[53]
- Respuesta a preguntas visuales[54]
- Banco de pruebas de lectura y comprensión en inglés SQuAD 2.0 (2019)[55]
- Banco de pruebas de comprensión del idioma inglés SuperGLUE (2020)[55]
- Algunos exámenes de ciencias escolares (2019)[56]
- Algunas tareas basadas en Matrices progresivas de Raven[57]
- Muchos juegos de Atari 2600 (2015)[58]

### Subhumano
- Reconocimiento óptico de caracteres para texto impreso (cercano al rendimiento humano para texto mecanografiado en alfabeto latino)
- Reconocimiento de objetos[aclaración requerida]
- Varios trabajos de robótica que pueden requerir avances en hardware de robots y en IA, incluyendo:
  - Locomoción bípeda estable: los robots bípedos pueden caminar, pero son menos estables que los caminantes humanos (hasta 2017)[59]
  - Fútbol humanoide[60]
- Reconocimiento de voz: "casi igual al rendimiento humano" (2017)[61]
- Explicabilidad. Los sistemas médicos actuales pueden diagnosticar ciertas condiciones médicas correctamente, pero no pueden explicar a los usuarios por qué hicieron el diagnóstico.[62]
- Muchas pruebas de inteligencia fluida (2020)[57]
- Problemas de cognición visual Bongard, como el banco de pruebas Bongard-LOGO (2020)[57][63]
- Referentes al sentido común visual (Visual Commonsense Reasoning, VCR) (hasta 2020)[55]
- Predicción del mercado de valores: recolección y procesamiento de datos financieros utilizando algoritmos de aprendizaje automático
- El videojuego Angry Birds, hasta 2020[64]
- Varios trabajos que son difíciles de resolver sin conocimiento contextual, incluyendo:
  - Traducción
  - Desambiguación del sentido de las palabras

## Pruebas propuestas de inteligencia artificial
En su famosa Prueba de Turing, Alan Turing eligió el lenguaje, la característica definitoria de los seres humanos, como base. La Prueba de Turing ahora se considera demasiado explotable para ser un indicador significativo.
La Prueba de Feigenbaum, propuesta por el inventor de los sistemas expertos, evalúa el conocimiento y la experiencia de una máquina en un tema específico. Un artículo de Jim Gray de Microsoft en 2003 sugirió extender la Prueba de Turing a la comprensión del discurso, el habla y el reconocimiento de objetos y el comportamiento.
Las pruebas de "inteligencia universal" propuestas buscan comparar el rendimiento de máquinas, humanos e incluso animales no humanos en conjuntos de problemas lo más genéricos posible. En un extremo, el conjunto de pruebas puede contener todos los problemas posibles, ponderados por la Complejidad de Kolmogorov; sin embargo, estos conjuntos de problemas tienden a estar dominados por ejercicios de coincidencia de patrones empobrecidos donde una IA ajustada puede superar fácilmente los niveles de rendimiento humano.

## Exámenes
Según OpenAI, en 2023 ChatGPT GPT-4 obtuvo un puntaje en el percentil 90 en el Uniform Bar Exam (Examen Uniforme de Abogacía). En los exámenes SAT, GPT-4 obtuvo un puntaje en el percentil 89 en matemáticas y en el percentil 93 en Lectura y Escritura. En los exámenes GRE, obtuvo un puntaje en el percentil 54 en la prueba de escritura, en el percentil 88 en la sección cuantitativa y en el percentil 99 en la sección verbal. Obtuvó un puntaje en el percentil 99 al 100 en el examen semifinal de la USA Biology Olympiad en 2020. Obtuvo una calificación perfecta de "5" en varios exámenes de nivel avanzado (AP).
Investigadores independientes encontraron en 2023 que ChatGPT GPT-3.5 "se desempeñó en o cerca del umbral de aprobación" en las tres partes del United States Medical Licensing Examination (Examen de Licencia Médica de los Estados Unidos). GPT-3.5 también fue evaluado para obtener una calificación baja, pero aprobatoria, en los exámenes de cuatro cursos de derecho en la University of Minnesota (Universidad de Minnesota). GPT-4 aprobó un examen estilo "board" de radiología basado en texto.

## Competencias
Muchas competencias y premios, como el Desafío ImageNet, fomentan la investigación en inteligencia artificial. Las áreas más comunes de competencia incluyen la inteligencia general de máquinas, el comportamiento conversacional, la minería de datos, los coches robóticos y el fútbol de robots, así como los juegos convencionales.

## Predicciones pasadas y actuales
Una encuesta de expertos alrededor de 2016, realizada por Katja Grace del Future of Humanity Institute y colaboradores, dio estimaciones medias de 3 años para el campeonato de Angry Birds, 4 años para la Serie Mundial de Póquer y 6 años para StarCraft. En tareas más subjetivas, la encuesta dio 6 años para doblar la ropa al igual que un trabajador humano promedio, de 7 a 10 años para responder expertamente preguntas "fácilmente Googleables", 8 años para la transcripción de discurso promedio, 9 años para la banca telefónica promedio y 11 años para la composición experta de canciones, pero más de 30 años para escribir un superventas del New York Times o ganar la Competencia Matemática William Lowell Putnam.

### Ajedrez

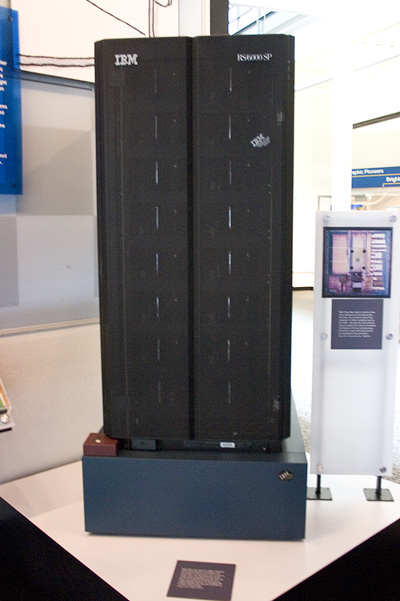
Deep Blue en el Museo de Historia de la Computación

Una inteligencia artificial derrotó a un gran maestro en una partida de torneo reglamentaria por primera vez en 1988; rebautizada como Deep Blue, venció al campeón humano reinante del mundo del ajedrez en 1997 (ver Deep Blue versus Garri Kasparov).
| Año de la predicción | Año predicho | Número de años | Predictor                    | Fuente contemporánea        |
| -------------------- | ------------ | -------------- | ---------------------------- | --------------------------- |
| 1957                 | 1967 o antes | 10 o menos     | Herbert A. Simon, economista |                             |
| 1990                 | 2000 o antes | 10 o menos     | Ray Kurzweil, futurista      | Age of Intelligent Machines |

### Go
AlphaGo derrotó a un campeón europeo de Go en octubre de 2015 y a Lee Sedol en marzo de 2016, uno de los mejores jugadores del mundo (ver AlphaGo versus Lee Sedol). Según Scientific American y otras fuentes, la mayoría de los observadores esperaban que el rendimiento sobrehumano de la computadora en Go estuviera al menos a una década de distancia.
| Año de la predicción | Año predicho     | Número de años | Predictor                                       | Afiliación                      | Fuente contemporánea |
| -------------------- | ---------------- | -------------- | ----------------------------------------------- | ------------------------------- | -------------------- |
| 1997                 | 2100 o más tarde | 103 o más      | Piet Hutt, físico y aficionado al Go            | Instituto de Estudios Avanzados | New York Times       |
| 2007                 | 2017 o antes     | 10 o menos     | Feng-Hsiung Hsu, líder de Deep Blue             | Microsoft Research Asia         | IEEE Spectrum        |
| 2014                 | 2024             | 10             | Rémi Coulom, programador de Go para computadora | CrazyStone                      | Wired                |

### Inteligencia Artificial General (AGI)
El pionero de la IA y economista Herbert A. Simon predijo erróneamente en 1965: "Las máquinas serán capaces, en veinte años, de hacer cualquier trabajo que un hombre pueda hacer". Del mismo modo, en 1970 Marvin Minsky escribió que "Dentro de una generación... el problema de crear inteligencia artificial se resolverá sustancialmente".
Cuatro encuestas realizadas en 2012 y 2013 sugirieron que la estimación mediana entre los expertos para la llegada de AGI fue de 2040 a 2050, dependiendo de la encuesta.
La encuesta Grace alrededor de 2016 encontró resultados variados dependiendo de cómo se formuló la pregunta. Los encuestados que se les pidió estimar "cuándo las máquinas sin ayuda pueden llevar a cabo cada tarea mejor y más barato que los trabajadores humanos" dieron una respuesta mediana agregada de 45 años y un 10% de probabilidad de que ocurriera dentro de 9 años. Otros encuestados que se les pidió estimar "cuándo todas las ocupaciones son completamente automatizables. Es decir, cuándo para cualquier ocupación, se podrían construir máquinas para llevar a cabo la tarea mejor y más barato que los trabajadores humanos" estimaron una mediana de 122 años y una probabilidad del 10% en 20 años. La respuesta mediana para cuándo "los investigadores de IA" podrían ser completamente automatizados fue de alrededor de 90 años. No se encontró ningún vínculo entre la antigüedad y el optimismo, pero los investigadores asiáticos fueron mucho más optimistas que los investigadores norteamericanos en promedio; los asiáticos predijeron 30 años en promedio para "realizar cada tarea", en comparación con los 74 años predichos por los norteamericanos.
| Año de la predicción | Año predicho          | Número de años | Predictor                                 | Fuente contemporánea                           |
| -------------------- | --------------------- | -------------- | ----------------------------------------- | ---------------------------------------------- |
| 1965                 | 1985 o antes          | 20 o menos     | Herbert A. Simon                          | The shape of automation for men and management |
| 1993                 | 2023 o antes          | 30 o menos     | Vernor Vinge, escritor de ciencia ficción | "The Coming Technological Singularity"         |
| 1995                 | 2040 o antes          | 45 o menos     | Hans Moravec, investigador en robótica    | Wired                                          |
| 2008                 | Nunca / Futuro lejano |                | Gordon E. Moore, inventor de Ley de Moore | IEEE Spectrum                                  |
| 2017                 | 2029                  | 12             | Ray Kurzweil                              | Entrevista                                     |

## Huella de carbono generada
La IA tiene una importante huella de carbono debido al creciente consumo de energía, especialmente debido al entrenamiento y el uso.  Los investigadores han argumentado que la huella de carbono de los modelos de IA durante el entrenamiento debe tenerse en cuenta al intentar comprender el impacto de la IA.  Para 2027 los costos de energía para IA podrían aumentar a 85-134 Twh, casi el 0,5% de todo el uso de energía actual.  El entrenamiento de un modelo de aprendizaje profundo, puede utilizar hasta la misma huella de carbono que las emisiones de la vida útil de cinco automóviles.
El enfriamiento de los servidores de IA demanda grandes cantidades de agua dulce que se debe evaporar en una torre de refrigeración.  Para 2027, la IA podría utilizar hasta 6600 millones de metros cúbicos de agua.

El entrenamiento del GPT-3 puede haber utilizado 700 000 litros de agua, equivalente a la huella hídrica de la fabricación de 320 vehículos eléctricos Tesla.

Un centro de datos que Microsoft consideraba construir cerca de Phoenix, debido al creciente uso de IA consumiría hasta 212  000  000 (212 millones o  2,12 × 108) de litros de agua dulce cada año, el equivalente a la huella hídrica de 670 familias.